# Jardín Chino Clásico de Portland
El Jardín Chino Clásico de Portland también llamado Jardín Chino Lan Su (en inglés : Lan Su Chinese Garden, anteriormente Portland Classical Chinese Garden y titulado como Garden of Awakening Orchids) es un jardín chino tradicional de 40,000 pies cuadrados (4,000 m²) de extensión, rodeado por un muro, ubicado en Portland (Oregón), Estados Unidos.

## Localización
Lan Su Chinese Garden area of the "Old Town Chinatown", neighborhood of Portland (Oregón), United States-Estados Unidos.

## Historia
A inicios de los años 80 comenzó una iniciativa para construir un jardín chino en Portland, y en 1988 Suzhou y Portland se convirtieron en ciudades hermanas. La alcaldesa de Portland Vera Katz continuó esos esfuerzos en los años 90 y ayudó al grupo no lucrativo que administra el jardín para encontrar un sitio para un jardín. El jardín fue diseñado por Kuang Zhen Yan y edificado por 65 artesanos procedentes de Suzhou en unos terrenos donados por NW Natural en un alquiler de 99 años; la roturación del terreno comenzó en julio de 1999, y la construcción fue completada 14 meses más tarde a un coste de unos $12.8 millones. Se trajeron de China 500 toneladas de rocas para utilizarlas en el jardín. La inauguración y apertura tuvo lugar el 14 de septiembre de 2000.  La construcción del parque creó una deuda de $1.2 millones, el lago central tenía filtraciones de agua, y tres visitantes habían caído en él.
En el año 2010, con motivo del décimo aniversario del jardín, el jardín fue retitulado al "Lan Su Chinese Garden". Su representa a Suzhou y Lan representa a Portland.

## Características
El jardín está influenciado por muchos de los jardines clásicos famosos de Suzhou. La mayor parte de las plantas exhibidas en el jardín son indígenas de China. Sin embargo, no se trajo ninguna de estas plantas de China debido a las prohibiciones de importación. En su lugar, muchas plantas fueron encontradas en jardines y viveros en Oregón, cultivadas de las plantas traídas con anterioridad antes de la prohibición de importación. Algunas plantas en el jardín son tan viejas como 100 años. Hay cientos de árboles, orquídeas, plantas acuáticas, perennes, bambúes, y arbustos raros situados en el jardín. En total hay más de 400 especies. La característica más sobresaliente es el lago artificial Zither en el centro del jardín.
Este jardín incluye ejemplos de un número de estructuras comunes a los jardines chinos, incluyendo sendas cubiertas (lang), puentess (qiáo), y estructuras tales como:
- Sala Celestial Impregnada de Fragancia (un xuan, o estudio para eruditos para practicar las Cuatro artes del erudito chino);
- Flores que se bañan en lluvia de primavera (un shuixie, o pabellón junto al agua);
- Barco pintado en lluvia brumosa (un fáng, o pabellón con forma de barco)
- Pabellón atrapado a la luna (un tíng, o lugar de parada y descanso); y
- Torre de la reflexión cósmica (un lóu, o edificio de dos plantas).

## Vistas del jardín

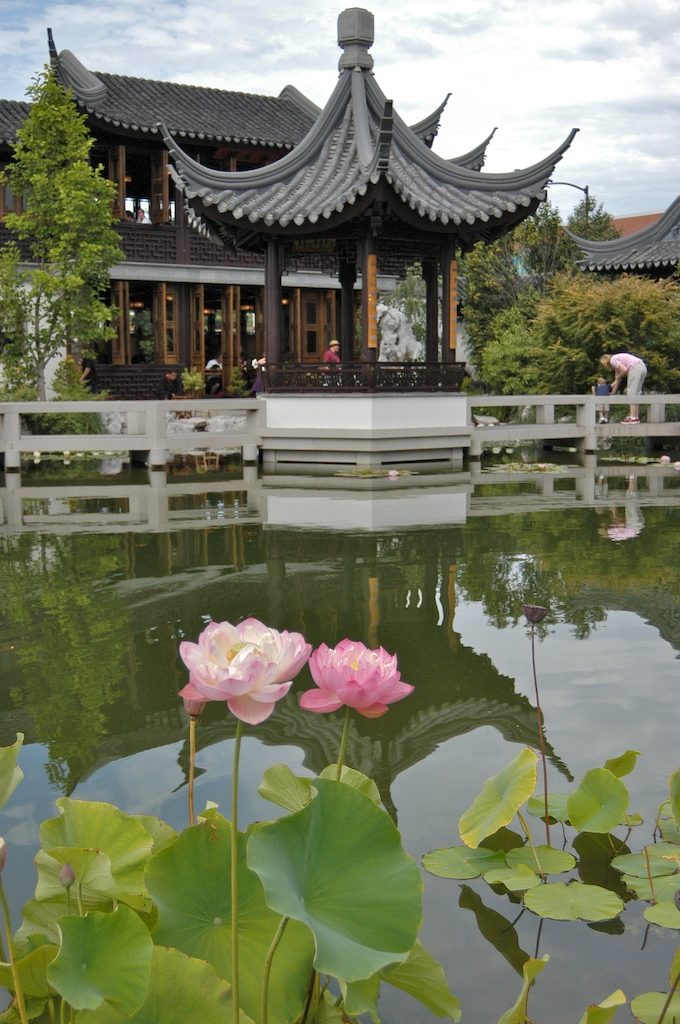
Interior del jardín mirando hacia en salón de té.
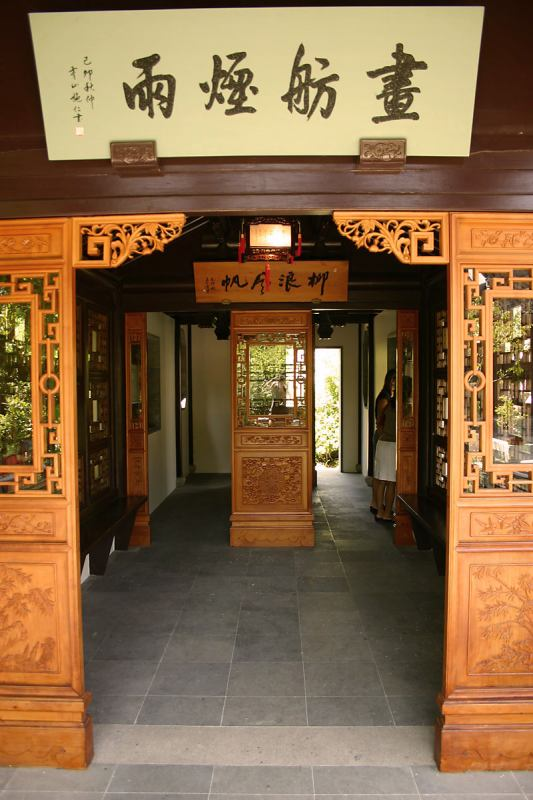
Otra vista del jardín chino.